# Irvin D. Yalom
Irvin David Yalom ameriški eksistencialni psihiater, * 13. junij 1931, Washington, D.C..
Je zaslužni profesor psihiatrije na Univerzi Stanford ter avtor leposlovnih in neleposlovnih del.